# Myrtjärnen (Jokkmokks socken, Lappland)
Myrtjärnen är en sjö i Jokkmokks kommun i Lappland och ingår i Luleälvens huvudavrinningsområde.